# Gavrila Ignjatović

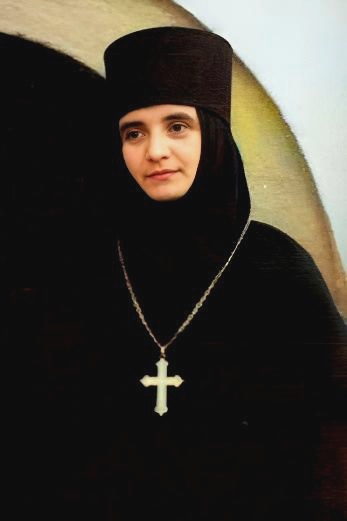
Gavrila 1998

Gavrila (serbisch-kyrillisch Гаврила, bürgerlich Ravijojla Ignjatović, Равијојла Игњатовић; * 15. Oktober 1920 in Čukojevac, Jugoslawien; † 10. Januar 2005 im Kloster Ravanica, Serbien) war eine Nonne der Serbisch-Orthodoxen Kirche und für mehr als 46 Jahre Äbtissin des Klosters Ravanica.

## Leben
Äbtissin Gavrila wurde am 15. Oktober 1920 im Dorf Čukojevac bei Kraljevo in der wohlhabenden Bauernfamilie von Stanimir und Poleksija Ignjatović geboren. Bei der Taufe wurde sie Ravijojla genannt.
Am 15. Juli 1932 trat sie in das Kloster Temska bei Pirot ein, wo sie bis 1946 blieb. Sie wurde am 2. Februar 1946 im Kloster Ravanica als Rasofor und am 16. Mai 1956 ebenfalls im Kloster Ravanica in der Nähe von Ćuprije vom Bischof von Pozarevac-Braničevo, Hrizostom Vojinović, in den Rang einer kleinen Shima ordiniert.
Nach dem Tod der Äbtissin Jefimija Mićić wurde sie am 6. August 1958 auf Beschluss von Bischof Chrysostomus zur Äbtissin des Klosters Ravanica ernannt.
Sie starb am 10. Januar 2005 im Kloster Ravanica. Metropolit Nikolaj Mrđa von Dabrobosna, Bischof Ignatije Midić von Braničevo und Jovan von Šumadija zelebrierten die Beerdigung in Anwesenheit zahlreicher Geistlicher, Mönche und Bewunderer von Mutter Gavrila. Sie wurde im Tor des Klosters Ravanica begraben.